# Хворостов, Дмитрий Анатольевич
Дмитрий Анатольевич Хворостов (род. 15 ноября 1967 года) — российский учёный-педагог, член-корреспондент РАО (2021).
Сын советского и российского художника А. С. Хворостова (1940—2024).

## Биография
Родился 15 ноября 1967 года.
В 1992 году — окончил Московский государственный заочный педагогический институт, специальность Изобразительное искусство и черчение, квалификация учитель изобразительного искусства и черчения.
В 1995 году — защитил кандидатскую диссертацию, тема: «Методические основы обучения учащихся технологии художественной обработки материалов в сельской школе».
В 2013 году — защитил докторскую диссертацию, тема: «Система профессиональной подготовки студентов художественно-графических факультетов к проектной деятельности на базе компьютерных технологий (для направлений подготовки „Искусство интерьеров“ и „Дизайн среды“)».
Профессор кафедры дизайна и медиатехнологий в искусстве института художественно-графического факультета института изящных искусств Московского педагогического государственного университета.
Заведующий кафедрой дизайна Орловского государственного университета имени И. С. Тургенева.
В 2021 году — избран членом-корреспондентом РАО от Отделения общего среднего образования.

## Научная деятельность
Сфера научных интересов: метапредметные и трансдисциплинарные аспекты, связанные с преподаванием естественно-научных дисциплин (химия, биология) в рамках подготовки образовательных проектов, в том числе средствами компьютерного 3D моделирования.
Автор учебников по декоративно-прикладному искусству.
Почетный профессор Вэйхайского технологического института. г. Вэйхай, Китай.

## Общественная деятельность
- эксперт комиссии в области дошкольной, общеобразовательной и дополнительной образовательной деятельности Межведомственного Совета по присуждению премий Правительства Российской Федерации в области образования;
- член диссертационного Совета 33.2.013.01 (Д 212.154.03) при ФГБОУ ВО «МПГУ». г. Москва;
- член Союза дизайнеров России;
- член Международной творческой организации «Международная ассоциация деятелей художественного образования»;
- член Творческого союза художников России, секция Архитектурный дизайн.